# Roberta Alaimo
Roberta Alaimo (Corleone, 1º aprile 1979) è una politica italiana.

## Biografia
Nata a Corleone (Palermo), vive a Palermo; ha conseguito la laurea in scienze dell'educazione.

### Elezione a deputato
Alle elezioni politiche del 2018 viene eletta alla Camera dei Deputati nel collegio uninominale di Palermo-Settecannoli, sostenuta dal Movimento 5 Stelle.
Il 21 giugno 2022 abbandona il Movimento per aderire a Insieme per il futuro, a seguito della scissione guidata dal ministro Luigi Di Maio.